# Zierliche Juliomaus
Die Zierliche Juliomaus (Juliomys ossitenius) ist ein Nagetier in der Familie der Wühler, das im Südosten Brasiliens vorkommt.

## Merkmale
Die Art erreicht eine Kopf-Rumpf-Länge von 81 bis 97 mm, eine Schwanzlänge von 102 bis 116 mm sowie ein Gewicht von 14 bis 28 g. Sie hat 19 bis 22 mm lange Hinterfüße und 14 bis 17 mm lange Ohren. Oberseits hat das kurze und weiche Fell eine orangebraune Farbe. Es besteht eine deutliche Grenze zur cremefarbenen bis weißen Unterseite. Die Oberseiten von Händen und Füßen sind mit hellen orangen Haaren bedeckt. Der lange Schwanz besitzt eine dunkle Oberseite und eine helle Unterseite. An seinem Ende befindet sich eine kurze Quaste. Der Karyotyp lautet 2n = 20.

## Verbreitung
Das Verbreitungsgebiet der Art reicht vom Bundesstaat Espírito Santo bis zum Bundesstaat Rio Grande do Sul. Die Zierliche Juliomaus hält sich in größeren Regenwäldern nahe der Atlantikküste (Mata Atlântica) sowie in Galeriewäldern auf. Sie lebt im Flachland und im tieferen Bergland bis 800 m Höhe. Im Nationalpark Serra da Bocaina ist auch eine Höhenverbreitung bis auf rund 1200 m belegt. Hier kommt die Art teils sympatrisch mit Juliomys pictipes vor.

## Lebensweise
Wie andere Gattungsmitglieder ist die Art nachtaktiv. Ein Weibchen mit milchführenden Zitzen konnte zum Beginn der Trockenzeit im Mai registriert werden.

## Bedrohung
Die Zierliche Juliomaus wird nicht in der Roten Liste der Weltnaturschutzunion (IUCN) geführt. Die meisten Funde stammen aus Naturschutzgebieten mit ursprünglichen Wäldern.